# Spathius honestor
Spathius honestor är en stekelart som först beskrevs av Thomas Say 1829.  Spathius honestor ingår i släktet Spathius och familjen bracksteklar. Inga underarter finns listade i Catalogue of Life.